# Wahlkreis La Spezia (Camera dei deputati)
Der Wahlkreis La Spezia war von 1993 bis 2005 und ist seit 2017 wieder ein Wahlkreis (italienisch collegio elettorale) für die Wahl der Abgeordnetenkammer.

## Von 1993 bis 2005

### Wahlkreisgebiet
Der Wahlkreis umfasste 5 Gemeinden: La Spezia, Monterosso al Mare, Portovenere, Riomaggiore und Vernazza.

### Wahlergebnisse

#### Parlamentswahl 1994

##### Direktstimmen
| Kandidaten               | Kandidaten                  | Parteien                                 | Stimmen | %    |
| ------------------------ | --------------------------- | ---------------------------------------- | ------- | ---- |
|                          | Giorgio Bogigewählt         | Progressisti                             | 37.131  | 44,2 |
|                          | Gio Batta Francesco Cerruti | Polo delle Libertà (FI – LN – CCD – UdC) | 24.617  | 29,3 |
|                          | Renzo Tonelli               | Patto per l’Italia                       | 13.804  | 16,4 |
|                          | Carlo Alberto Biggini       | Alleanza Nazionale                       | 8.373   | 10,0 |
| Gesamt                   | Gesamt                      | Gesamt                                   | 83.925  | 100  |
|                          |                             |                                          |         |      |
| Ungültige Stimmen        | Ungültige Stimmen           | Ungültige Stimmen                        | 4.941   | 5,6  |
| Wähler                   | Wähler                      | Wähler                                   | 88.866  | 89,8 |
| Wahlberechtigte          | Wahlberechtigte             | Wahlberechtigte                          | 98.986  |      |
|                          |                             |                                          |         |      |
| Quelle: Innenministerium |                             |                                          |         |      |

##### Listenstimmen
| Parteien                             | Parteien             | Parteien                           | Stimmen | %    |
| ------------------------------------ | -------------------- | ---------------------------------- | ------- | ---- |
|                                      | Progressisti         | Partito Democratico della Sinistra | 23.566  | 27,8 |
| Partito della Rifondazione Comunista | Progressisti         | 7.209                              | 8,5     |      |
| Federazione dei Verdi                | Progressisti         | 2.867                              | 3,4     |      |
| Partito Socialista Italiano          | Progressisti         | 1.748                              | 2,1     |      |
| Alleanza Democratica                 | Progressisti         | 1.547                              | 1,8     |      |
| La Rete                              | Progressisti         | 691                                | 0,8     |      |
| ↳ Gesamt                             | Progressisti         | 37.628                             | 44,4    |      |
|                                      | Polo delle Libertà   | Forza Italia                       | 17.482  | 20,6 |
| Lega Nord                            | Polo delle Libertà   | 4.560                              | 5,4     |      |
| ↳ Gesamt                             | Polo delle Libertà   | 22.042                             | 26,0    |      |
|                                      | Patto per l’Italia   | Partito Popolare Italiano          | 7.089   | 8,4  |
| Patto Segni                          | Patto per l’Italia   | 5.207                              | 6,1     |      |
| ↳ Gesamt                             | Patto per l’Italia   | 12.296                             | 14,5    |      |
|                                      | Alleanza Nazionale   | Alleanza Nazionale                 | 8.070   | 9,5  |
|                                      | Lista Marco Pannella | Lista Marco Pannella               | 3.903   | 4,6  |
|                                      | Patto di Solidarietà | Patto di Solidarietà               | 824     | 1,0  |
| Gesamt                               | Gesamt               | Gesamt                             | 84.763  | 100  |
|                                      |                      |                                    |         |      |
| Ungültige Stimmen                    | Ungültige Stimmen    | Ungültige Stimmen                  | 4.101   | 4,6  |
| Wähler                               | Wähler               | Wähler                             | 88.864  | 89,8 |
| Wahlberechtigte                      | Wahlberechtigte      | Wahlberechtigte                    | 98.986  |      |
|                                      |                      |                                    |         |      |
| Quelle: Innenministerium             |                      |                                    |         |      |

#### Parlamentswahl 1996

##### Direktstimmen
| Kandidaten               | Kandidaten            | Parteien            | Stimmen | %    |
| ------------------------ | --------------------- | ------------------- | ------- | ---- |
|                          | Giorgio Bogigewählt   | L’Ulivo             | 44.422  | 55,3 |
|                          | Piercarlo Castagnetti | Polo per le Libertà | 31.049  | 38,7 |
|                          | Virgilio Vaccani      | Lega Nord           | 4.786   | 6,0  |
| Gesamt                   | Gesamt                | Gesamt              | 80.257  | 100  |
|                          |                       |                     |         |      |
| Ungültige Stimmen        | Ungültige Stimmen     | Ungültige Stimmen   | 4.845   | 5,7  |
| Wähler                   | Wähler                | Wähler              | 85.102  | 87,4 |
| Wahlberechtigte          | Wahlberechtigte       | Wahlberechtigte     | 97.372  |      |
|                          |                       |                     |         |      |
| Quelle: Innenministerium |                       |                     |         |      |

##### Listenstimmen
| Parteien                                          | Parteien                             | Parteien                             | Stimmen | %    |
| ------------------------------------------------- | ------------------------------------ | ------------------------------------ | ------- | ---- |
|                                                   | L’Ulivo                              | Partito Democratico della Sinistra   | 23.661  | 29,1 |
| Popolari per Prodi (PPI – SVP – PRI – UD – Prodi) | L’Ulivo                              | 5.011                                | 6,2     |      |
| Rinnovamento Italiano                             | L’Ulivo                              | 3.603                                | 4,4     |      |
| Federazione dei Verdi                             | L’Ulivo                              | 2.167                                | 2,7     |      |
| ↳ Gesamt                                          | L’Ulivo                              | 34.442                               | 42,3    |      |
|                                                   | Polo per le Libertà                  | Forza Italia                         | 14.738  | 18,1 |
| Alleanza Nazionale                                | Polo per le Libertà                  | 12.373                               | 15,2    |      |
| CCD – CDU                                         | Polo per le Libertà                  | 3.459                                | 4,2     |      |
| ↳ Gesamt                                          | Polo per le Libertà                  | 30.570                               | 37,5    |      |
|                                                   | Partito della Rifondazione Comunista | Partito della Rifondazione Comunista | 9.672   | 11,9 |
|                                                   | Lega Nord                            | Lega Nord                            | 4.157   | 5,1  |
|                                                   | Lista Pannella – Sgarbi              | Lista Pannella – Sgarbi              | 2.016   | 2,5  |
|                                                   | Partito Socialista                   | Partito Socialista                   | 575     | 0,7  |
| Gesamt                                            | Gesamt                               | Gesamt                               | 81.432  | 100  |
|                                                   |                                      |                                      |         |      |
| Ungültige Stimmen                                 | Ungültige Stimmen                    | Ungültige Stimmen                    | 3.673   | 4,3  |
| Wähler                                            | Wähler                               | Wähler                               | 85.105  | 87,4 |
| Wahlberechtigte                                   | Wahlberechtigte                      | Wahlberechtigte                      | 97.372  |      |
|                                                   |                                      |                                      |         |      |
| Quelle: Innenministerium                          |                                      |                                      |         |      |

#### Parlamentswahl 2001

##### Direktstimmen
| Kandidaten               | Kandidaten          | Parteien           | Stimmen | %    |
| ------------------------ | ------------------- | ------------------ | ------- | ---- |
|                          | Giorgio Bogigewählt | L’Ulivo            | 37.695  | 50,8 |
|                          | Luigi Morgillo      | Casa delle Libertà | 30.390  | 40,9 |
|                          | Roberto Truffello   | Lista Di Pietro    | 2.311   | 3,1  |
|                          | Deborah Cianfanelli | Lista Emma Bonino  | 2.082   | 2,8  |
|                          | Alcide Morachioli   | Democrazia Europea | 1.744   | 2,3  |
| Gesamt                   | Gesamt              | Gesamt             | 74.222  | 100  |
|                          |                     |                    |         |      |
| Ungültige Stimmen        | Ungültige Stimmen   | Ungültige Stimmen  | 3.598   | 4,6  |
| Wähler                   | Wähler              | Wähler             | 77.820  | 84,1 |
| Wahlberechtigte          | Wahlberechtigte     | Wahlberechtigte    | 92.584  |      |
|                          |                     |                    |         |      |
| Quelle: Innenministerium |                     |                    |         |      |

##### Listenstimmen
| Parteien                               | Parteien                             | Parteien                             | Stimmen | %    |
| -------------------------------------- | ------------------------------------ | ------------------------------------ | ------- | ---- |
|                                        | Casa delle Libertà                   | Forza Italia                         | 19.479  | 26,2 |
| Alleanza Nazionale                     | Casa delle Libertà                   | 8.902                                | 12,0    |      |
| Lega Nord                              | Casa delle Libertà                   | 1.577                                | 2,1     |      |
| CCD – CDU                              | Casa delle Libertà                   | 1.063                                | 1,4     |      |
| Nuovo PSI                              | Casa delle Libertà                   | 726                                  | 1,0     |      |
| ↳ Gesamt                               | Casa delle Libertà                   | 31.747                               | 42,6    |      |
|                                        | L’Ulivo                              | Democratici di Sinistra              | 18.219  | 24,5 |
| La Margherita (Dem – PPI – RI – Udeur) | L’Ulivo                              | 10.001                               | 13,4    |      |
| Partito dei Comunisti Italiani         | L’Ulivo                              | 1.775                                | 2,4     |      |
| Il Girasole (FdV – SDI)                | L’Ulivo                              | 1.703                                | 2,3     |      |
| ↳ Gesamt                               | L’Ulivo                              | 31.698                               | 42,6    |      |
|                                        | Partito della Rifondazione Comunista | Partito della Rifondazione Comunista | 5.122   | 6,9  |
|                                        | Lista Di Pietro                      | Lista Di Pietro                      | 2.106   | 2,8  |
|                                        | Democrazia Europea                   | Democrazia Europea                   | 1.889   | 2,5  |
|                                        | Lista Emma Bonino                    | Lista Emma Bonino                    | 1.760   | 2,4  |
|                                        | Paese Nuovo                          | Paese Nuovo                          | 82      | 0,1  |
|                                        | Abolizione Scorporo                  | Abolizione Scorporo                  | 68      | 0,1  |
| Gesamt                                 | Gesamt                               | Gesamt                               | 74.472  | 100  |
|                                        |                                      |                                      |         |      |
| Ungültige Stimmen                      | Ungültige Stimmen                    | Ungültige Stimmen                    | 3.348   | 4,3  |
| Wähler                                 | Wähler                               | Wähler                               | 77.820  | 84,1 |
| Wahlberechtigte                        | Wahlberechtigte                      | Wahlberechtigte                      | 92.584  |      |
|                                        |                                      |                                      |         |      |
| Quelle: Innenministerium               |                                      |                                      |         |      |

## Von 2017 bis 2020

### Wahlkreisgebiet
Der Wahlkreis umfasste 36 Gemeinden: alle 32 Gemeinden der Provinz La Spezia, sowie 4 von 67 Gemeinden der Metropolitanstadt Genua (Casarza Ligure, Castiglione Chiavarese, Moneglia und Sestri Levante).

### Wahlergebnisse

#### Parlamentswahl 2018
| Kandidaten               | Kandidaten                    | Stimmen | %    | Listen                                      | Stimmen | %    |
| ------------------------ | ----------------------------- | ------- | ---- | ------------------------------------------- | ------- | ---- |
|                          | Manuela Gagliardigewählt      | 53.275  | 37,4 | Lega                                        | 28.409  | 19,9 |
| Forza Italia             | Manuela Gagliardigewählt      | 53.275  | 37,4 | 16.679                                      | 11,7    |      |
| Fratelli d’Italia        | Manuela Gagliardigewählt      | 53.275  | 37,4 | 5.185                                       | 3,6     |      |
| Noi con l’Italia – UDC   | Manuela Gagliardigewählt      | 53.275  | 37,4 | 3.002                                       | 2,1     |      |
|                          | Lucia Sommovigo               | 42.090  | 29,5 | Movimento 5 Stelle                          | 42.090  | 29,5 |
|                          | Massimo Caleo                 | 35.041  | 24,6 | Partito Democratico                         | 29.485  | 20,7 |
| +Europa                  | Massimo Caleo                 | 35.041  | 24,6 | 4.142                                       | 2,9     |      |
| Italia Europa Insieme    | Massimo Caleo                 | 35.041  | 24,6 | 996                                         | 0,7     |      |
| Civica Popolare          | Massimo Caleo                 | 35.041  | 24,6 | 418                                         | 0,3     |      |
|                          | Luigi Liguori                 | 6.162   | 4,3  | Liberi e Uguali                             | 6.162   | 4,3  |
|                          | Edmondo Bucchioni             | 2.170   | 1,5  | Potere al Popolo!                           | 2.170   | 1,5  |
|                          | Pietro Saturno                | 1.442   | 1,0  | CasaPound Italia                            | 1.442   | 1,0  |
|                          | Lorenzo Mazzi                 | 848     | 0,6  | Partito Comunista                           | 848     | 0,6  |
|                          | Maria Patrizia Selvaggi       | 681     | 0,5  | Il Popolo della Famiglia                    | 681     | 0,5  |
|                          | Matteo Petta                  | 285     | 0,2  | Partito Valore Umano                        | 285     | 0,2  |
|                          | Cristina Raso                 | 228     | 0,2  | 10 Volte Meglio                             | 228     | 0,2  |
|                          | Paola Agostini                | 188     | 0,1  | Per una Sinistra Rivoluzionaria (SCR – PCL) | 188     | 0,1  |
|                          | Massimiliano Notarangelo Noan | 120     | 0,1  | Partito Repubblicano Italiano – ALA         | 120     | 0,1  |
| Gesamt                   | Gesamt                        | 142.530 | 100  |                                             | 142.530 | 100  |
|                          |                               |         |      |                                             |         |      |
| Ungültige Stimmen        | Ungültige Stimmen             | 3.957   | 2,7  |                                             |         |      |
| Wähler                   | Wähler                        | 146.487 | 74,1 |                                             |         |      |
| Wahlberechtigte          | Wahlberechtigte               | 197.785 |      |                                             |         |      |
|                          |                               |         |      |                                             |         |      |
| Quelle: Innenministerium |                               |         |      |                                             |         |      |

## Seit 2020

### Wahlkreisgebiet
| Wahlkreise – Camera dei deputati – Ligurien | Wahlkreise – Camera dei deputati – Ligurien | Wahlkreise – Camera dei deputati – Ligurien                                                                             |
| Provinz                                     | Provinz                                     | Gemeinden nach Provinzen ⮞ Wahlkreis                                                                                    |
| ------------------------------------------- | ------------------------------------------- | --- |
|                                             | Metropolitanstadt Genua (67 Gemeinden)      | Teil Genuas ⮞ Wahlkreis Genua – Municipio I 21 + Teil Genuas ⮞ Wahlkreis Genua – Municipio VII 31 ⮞ Wahlkreis La Spezia |
|                                             | Provinz Imperia (66 Gemeinden)              | alle ⮞ Wahlkreis Savona                                                                                                 |
|                                             | Provinz La Spezia (32 Gemeinden)            | alle ⮞ Wahlkreis La Spezia                                                                                              |
|                                             | Provinz Savona (69 Gemeinden)               | 55 ⮞ Wahlkreis Savona 13 ⮞ Wahlkreis Genua – Municipio VII                                                              |

Der Wahlkreis umfasst 63 Gemeinden:
- alle 32 Gemeinden der Provinz La Spezia;
- 31 Gemeinden der Metropolitanstadt Genua (Avegno, Borzonasca, Camogli, Carasco, Casarza Ligure, Castiglione Chiavarese, Chiavari, Cicagna, Cogorno, Coreglia Ligure, Favale di Malvaro, Lavagna, Leivi, Lorsica, Mezzanego, Moconesi, Moneglia, Ne, Neirone, Orero, Portofino, Rapallo, Recco, Rezzoaglio, San Colombano Certenoli, Santa Margherita Ligure, Santo Stefano d’Aveto, Sestri Levante, Tribogna, Uscio und Zoagli).

### Wahlergebnisse

#### Parlamentswahl 2022
| Kandidaten                          | Kandidaten              | Stimmen | %    | Listen                                                  | Stimmen | %    |
| ----------------------------------- | ----------------------- | ------- | ---- | ------------------------------------------------------- | ------- | ---- |
|                                     | Roberto Bagnascogewählt | 83.049  | 44,5 | Fratelli d’Italia                                       | 49.137  | 26,3 |
| Lega per Salvini Premier            | Roberto Bagnascogewählt | 83.049  | 44,5 | 15.976                                                  | 8,6     |      |
| Forza Italia                        | Roberto Bagnascogewählt | 83.049  | 44,5 | 13.851                                                  | 7,4     |      |
| Noi Moderati                        | Roberto Bagnascogewählt | 83.049  | 44,5 | 4.085                                                   | 2,2     |      |
|                                     | Daniele Montebello      | 53.497  | 28,7 | Partito Democratico – Italia Democratica e Progressista | 41.085  | 22,0 |
| Alleanza Verdi e Sinistra           | Daniele Montebello      | 53.497  | 28,7 | 6.351                                                   | 3,4     |      |
| +Europa                             | Daniele Montebello      | 53.497  | 28,7 | 5.306                                                   | 2,8     |      |
| Impegno Civico – Centro Democratico | Daniele Montebello      | 53.497  | 28,7 | 755                                                     | 0,4     |      |
|                                     | Federica Giorgi         | 22.766  | 12,2 | Movimento 5 Stelle                                      | 22.766  | 12,2 |
|                                     | Silvia Garibaldi        | 13.783  | 7,4  | Azione – Italia Viva                                    | 13.783  | 7,4  |
|                                     | Raffaella Spezia        | 4.925   | 2,6  | Italexit per l’Italia                                   | 4.925   | 2,6  |
|                                     | Catia Castellani        | 3.916   | 2,1  | Unione Popolare                                         | 3.916   | 2,1  |
|                                     | Fiorella Amoruso        | 2.851   | 1,5  | Italia Sovrana e Popolare                               | 2.851   | 1,5  |
|                                     | Roberto Ferrara         | 1.553   | 0,8  | Vita                                                    | 1.553   | 0,8  |
|                                     | Gaetano Russo           | 227     | 0,1  | Noi di Centro – Europeisti                              | 227     | 0,1  |
| Gesamt                              | Gesamt                  | 186.567 | 100  |                                                         | 186.567 | 100  |
|                                     |                         |         |      |                                                         |         |      |
| Ungültige Stimmen                   | Ungültige Stimmen       | 8.289   | 4,3  |                                                         |         |      |
| Wähler                              | Wähler                  | 194.856 | 65,7 |                                                         |         |      |
| Wahlberechtigte                     | Wahlberechtigte         | 296.378 |      |                                                         |         |      |
|                                     |                         |         |      |                                                         |         |      |
| Quelle: Innenministerium            |                         |         |      |                                                         |         |      |